# 欧州ワイン紀行〜銘醸ワインの産地を訪ねて〜
『欧州ワイン紀行〜銘醸ワインの産地を訪ねて〜』（おうしゅうワインきこう〜めいじょうワインのさんちをたずねて〜）は、KBS京都テレビで2015年1月1日にスタートした紀行番組。

## 概要
紀元前に誕生し、世界各国で愛飲されているワイン。その中からヨーロッパ各地のワイン事情を醸造家や生産農家がオススメするワインや家庭料理に合うワインをその土地と共に紹介する。

## 出演者
案内人
- 柳忠志（ソムリエ、おもてなし作家）

ナレーション
- 平野智美（KBS京都アナウンサー）
- 湯口和明

## スタッフ
- コーディネーター：Kaori Suzuki、Moise Labidi
- 構成：辻寿々代、鈴木少年
- ディレクター：酒見有紀子
- 撮影：緒方利治
- 音声：池田文子
- 編集：徳田裕恒、小見山雅博
- CG：高尾雅也
- 技術協力：カムクルー
- 制作協力：元気な事務所
- プロデューサー：正木恭彦、西村和晃、植松充伸、冨澤幸一、松本嘉雄、種子島幸、伊藤伸久、波多美由紀、江副純夫
- 制作著作：KBS京都、TwellV、群馬テレビ、とちぎテレビ、テレビ埼玉、tvk、岐阜放送、三重テレビ放送、サンテレビジョン

## 放送時間
基本的に、東名阪ネット6および5いっしょ3ちゃんねる加盟局による共同制作であるが、唯一千葉テレビ放送（チバテレ）は参加・放送共にしていない。なお、当番組が放送された2015年には似たような事例として、『モンキーパーマ3』がテレビ埼玉のみ参加・放送共にしていないケースがある。
KBS京都（独立局）
- 木曜 21:30 - 21:55（初回 21:00 - 21:25）

群馬テレビ（独立局）
- 月曜 21:30 - 21:55（1月19日から）

とちぎテレビ（独立局）
- 日曜 10:05 - 10:30（1月11日から）

テレビ埼玉（独立局）
- 水曜 21:00 - 21:25（1月7日から）

tvk（独立局）
- 木曜 23:00 - 23:25（1月8日から）

岐阜放送（独立局）
- 土曜 24:00 -24:25（1月3日から）

三重テレビ放送（独立局）
- 日曜 19:29 - 19:54（初回1月1日は22:05 -22:30）

サンテレビジョン（独立局）
- 月曜 23:00 - 23:25（1月5日から）

TwellV（BSデジタル放送）
- 水曜 21:30 - 21:55（1月7日から）